# Iru Khechanovi
Irina 'Iru' Khechanovi (géorgien : ირუ ხეჩანოვი), née le 3 décembre 2000 à Tbilissi (Géorgie) est une chanteuse géorgienne.
Après avoir gagné The Voice of Georgia, Iru est choisie pour représenter la Géorgie au Concours Eurovision de la chanson 2023 avec la chanson Echo.

## Carrière
En 2009, elle remporte le premier prix aux Jeux olympiques musicaux de Tbilissi. Le 3 décembre 2011, jour de son onzième anniversaire, elle remporte le Concours Eurovision de la chanson junior 2011 en tant que membre du groupe Candy avec la chanson Candy Music. Pour les vingt ans de l'Eurovision junior, le groupe interprète sa chanson lors de l'édition 2022. Elle est l'autrice de la chanson de Mariam Bigvava, I Believe, ayant représenté la Géorgie cette année-là.
Le 3 février 2023, elle remporte The Voice of Georgia et devient la représentante de la Géorgie au Concours Eurovision de la chanson 2023. Le 16 mars 2023, le titre Echo qu'elle chantera à Liverpool est dévoilé. Elle interprète sa chanson lors de la deuxième demi-finale le 11 mai mais elle n'est pas qualifiée pour la finale.

### Vie privée
De nationalité géorgienne, elle appartient à la minorité arménienne.